# 烏魚祭
烏魚祭為台灣的地方民俗活動之一。台灣的烏魚主要生產型態雖已由在臺灣海峽捕撈，轉變為養殖，但過去在冬季西南沿海居民的捕撈活動，已經逐漸發展成一項具有文化特色的產業，遂出現此活動。無限

## 衍生
- 烏魚子